# Подольский, Евгений Михайлович
Евгений Михайлович Подольский (5 июля 1935, с. Архангельское, Воронежская область, РСФСР, СССР — 12 октября 2011, Тамбов, Россия) — советский партийный и государственный деятель, первый секретарь Тамбовского обкома КПСС (1985—1991), председатель Тамбовского облисполкома (1979—1985).

## Биография
Окончил Воронежский сельскохозяйственный институт в 1956 г. Член КПСС с 1959 г.
В 1956—1961 годах работал заведующим мастерской совхоза «Селезнёвский» (Тамбовский район), главным инженером совхоза «Коллективист» (Никифоровский район), главным инженером треста совхозов; в 1961—1971 — председателем Сосновского райисполкома, заместителем начальника Моршанского колхозно-совхозного управления, заместителем начальника управления сельского хозяйства Тамбовского облисполкома, председателем областного объединения «Сельхозтехника».
В 1970—1973 годах — заместитель, в 1973—1977 — первый заместитель председателя Тамбовского облисполкома. В 1977—1979 годах — секретарь Тамбовского обкома КПСС. В 1978 году заочно окончил ВПШ при ЦК КПСС.
С ноября 1979 года — председатель Тамбовского облисполкома. В 1985—1991 годах — первый секретарь Тамбовского обкома КПСС, одновременно — председатель областного Совета народных депутатов (1990—1991).
Делегат XXVI, XXVII и XXVIII съездов КПСС, где был избран кандидатом в члены ЦК КПСС (1986—1990), членом ЦК КПСС (1990—1991); делегат XIX партконференции.
Депутат Верховного Совета РСФСР 10 и 11 созывов, народный депутат СССР (1989—1991).
В 1991—1996 годах работал заместителем генерального директора объединения «Тамбовагромонтаж». С июля 1996 года — на пенсии.
Похоронен на Воздвиженском кладбище Тамбова.

## Награды и звания
- два ордена Трудового Красного Знамени[2]
- два ордена «Знак Почёта»[2].